# Одуха Андрій Миколайович
Андрі́й Микола́йович Одуха (5 вересня 1992 — 26 серпня 2014) — український військовик, солдат 80-ї окремої десантно-штурмової бригади Збройних сил України, учасник російсько-української війни.

## Бойовий шлях
Андрій Одуха народився 5 вересня 1992 року в місті Городок Львівської області. Навчався в загальноосвітній школі № 4 міста Городок.
Закінчив Львівський кооперативний коледж економіки і права.
Проходив військову службу; через пів року почав служити за контрактом. Водій, 80-та окрема десантно-штурмова бригада. З квітня 2014-го брав участь в антитерористичній операції.
26 серпня 2014-го загинув від осколкових поранень під час обстрілу терористами з БМ-21 «Град» Луганського аеропорту.
Без Андрія лишились батьки — в Городку мама, в селі Іванівка Славутського району — батько Микола Петрович.
Похований у місті Городок 29 серпня 2014 року.

## Нагороди та вшанування
За особисту мужність і героїзм, виявлені у захисті державного суверенітету та територіальної цілісності України, вірність військовій присязі під час російсько-української війни, відзначений — нагороджений
- орденом «За мужність» III ступеня (посмертно)
- нагрудним знаком «За оборону Луганського аеропорту» (посмертно)
- Його портрет розміщений на меморіалі «Стіна пам'яті полеглих за Україну» у Києві: секція 3, ряд 2, місце 25
- Вшановується 26 серпня на щоденному ранковому церемоніалі вшанування українських захисників, які загинули цього дня у різні роки внаслідок російської збройної агресії[4]
- 7 грудня 2014 року в місті Городок Львівської області на фасаді закладу загальної середньої освіти № 4 (вулиця Авіаційна, 122), де навчалися Тарас Кулєба та Андрій Одуха, їм було відкрито меморіальну дошку.